# 포리지
포리지(영어: porridge)는 곡물을 물이나 우유에 넣고 끓여 만든 음식이다. 취향에 따라 설탕이나 시럽을 첨가하는 경우도 있다. 보통 식기 전의 뜨거운 상태에서 취식을 하며, 영양분의 흡수가 용이하기 때문에 환자들에게 많이 제공된다.

## 종류
- 귀리 포리지
- 메밀 포리지

## 같이 보기
- 스왈로
- 죽
- 카샤